# Corabastos
Corabastos es una plaza de mercado situada al sur de Bogotá. Es la plaza de mercado más grande de Colombia y también es la segunda más grande de America. La administra la Corporación de Abastos de Bogotá S.A.

## Historia
Antes de su construcción, existió la Plaza de Mercado de la concepción y la Plaza de Mercado de las nieves, demolidas a mediados de los años 50 para dar paso a la Carrera Décima. Los antiguos comerciantes de las plazas fueron reubicados en el barrio Voto Nacional, en la zona alrededor de la Plaza España conviviendo con ropavejeros y otros comerciantes informales, en medio de la inseguridad.
En marzo de 1970 se constituyó la sociedad denominada Promotora de la Gran Central de Abastos de Bogotá Ltda., encargada de organizar el mercadeo de alimentos y centralizar y racionalizar su distribución.
El 20 de julio de 1972, se inauguró la Central pionera en el área comercial agrícola del país, ese mismo año también se inauguró la Plaza del Quirigua de la Localidad de Engativá.

## Sede
Las instalaciones de Corabastos comprenden un área total de 420.000 metros cuadrados. La sede está situada en la Avenida Carrera 80 No. 2-51 en Kennedy (Bogotá). Consta de 57 bodegas para venta y almacenamiento de productos alimenticios, área de circulación vehicular y peatonal, parqueaderos, zona de bancos, oficinas comerciales, estaciones de servicios, restaurantes y cafeterías, entre otras ofertas.